# Infancia en la Inglaterra medieval

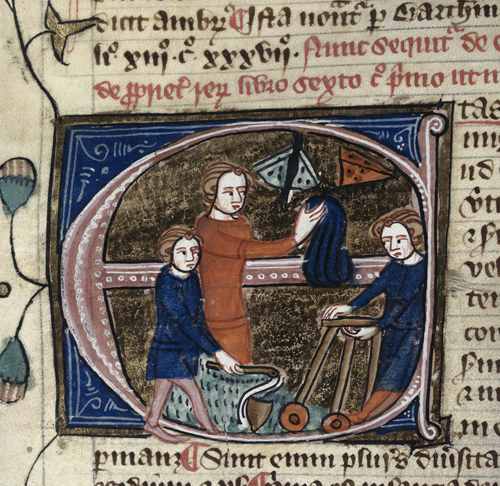
Miniatura para la entrada etas "edad" en la enciclopedia Omne Bonum (Londres,) mostrando niños jugando y capturando mariposas.

La infancia en la Inglaterra medieval era determinada por factores sociales y biológicos. Según el derecho anglosajón, la infancia se extendía desde el nacimiento de un infante hasta que éste alcanzaba los doce años. En este punto, el niño era visto como capaz y competente para comprender sus acciones, y por lo tanto hacerse responsable. Según el derecho canónico, las chicas podían casarse a la edad de doce años y los chicos a la edad de catorce.

## El primer año
Para la mayoría de niños y niñas que crecían en la Inglaterra medieval, el primer año de vida era uno de los más peligrosos, con casi un cincuenta por ciento de ellos sucumbiendo a alguna enfermedad fatal. Durante este año el niño era atendido y cuidado o bien por sus padres (si la familia pertenecía a la clase campesina) o (quizá) por una ama de crianza si el niño pertenecía a la nobleza.

## Edades de siete a doce
A la edad de siete años jugar era todavía una parte importante de la vida del niño; sin embargo, a medida que la habilidad del niño para aprender y realizar las tareas del hogar aumentaba, también lo hacía su responsabilidad de contribuir. Si las circunstancias lo permitían, a los siete años empezaban su formación educacional. Los campesinos y niños de la ciudad recibían responsabilidades en el hogar.

## Adolescencia (12 a 14 años)
A los doce años, el niño o la niña empezaba a adquirir un papel más serio en las tareas del hogar. Aunque según el derecho canónico las niñas podían casarse a los doce años, esto era relativamente poco común a no ser que ésta fuese una heredera o perteneciese a una familia de clase noble. Los niños campesinos a esta edad permanecían en el hogar y continuaban aprendiendo y desarrollando habilidades domésticas y económicas. Los niños de la ciudad se mudaban a la casa de su empleador o maestro (dependiendo de su futuro como sirvientes o aprendices). Los niños nobles aprendían a luchar y las niñas nobles aprendían habilidades domésticas básicas. El final de la infancia y entrada en la adolescencia era marcada por el abandono del hogar para mudarse al hogar del empleador o maestro, la entrada a la universidad o al servicio religioso.     